# Pont Jean-Jacques-Bertrand
Le pont Jean-Jacques Bertrand est un pont routier qui relie Lacolle à Noyan en enjambant la rivière Richelieu. Il est situé dans la région administrative de la Montérégie.

## Caractéristiques
Le pont est emprunté par la route 202, une route est/ouest qui longe la frontière américaine. Le pont est d'ailleurs situé à moins de 6 kilomètres au nord de la frontière. 
Il s'agit en fait de deux ponts distincts, lesquels sont séparés par une route de 400 mètres qui traverse l'île Ash, au centre de la rivière. Le pont ouest est le plus long (595.7 mètres) comparativement au pont est (222.6 mètres). Le pont comporte deux voies de circulation, soit une par direction, lesquelles sont séparées par une ligne double centrale.
On estime qu'environ 4 700 véhicules empruntent le pont chaque jour, soit une moyenne annuelle de 1,7 million de véhicules.

## Toponymie
Le pont est nommé en l'honneur de Jean-Jacques Bertrand (1916-1973), avocat et homme politique québécois qui fut Premier ministre du Québec de 1968 à 1970.